# Gilbert Elliot (2e baronnet)
Gilbert Elliot, 2e baronnet (de Minto), né en 1693 et mort le 16 avril 1766, est un avocat, homme politique et juge écossais de Minto (Hawick) dans les Scottish Borders.

## Biographie
Il est le fils aîné du juge Gilbert Elliot, 1er baronnet, de Minto (c. 1650 –1718). Il étudie le droit à l'Université d'Utrecht et est admis à la Faculté des avocats en 1715. 
Il est député du Roxburghshire de 1722 à 1726. Il est aussi un agriculteur passionné et l'un des membres d'un « comité de goût pour l'amélioration de la ville » d'Édimbourg. Il est un fervent partisan de la succession hanovrienne, en opposition au jacobitisme.
En juin 1726, il est nommé juge de la Court of Session, prenant le titre judiciaire de Lord Minto. Il devient lord de justice en 1733 et en 1761 garde de la chevalière. En 1763, il est promu Lord Justice Clerk, le deuxième juge le plus ancien d'Écosse. 
En 1718, il épouse Helen Stewart, la fille de Robert Stewart, 1er baronnet, qui est membre du Parlement pré-union d'Écosse. Il laisse neuf enfants, dont : 
- Gilbert Elliot (3e baronnet) (1722-1777), avocat, homme politique
- Jean Elliot (en) (1727-1805), poète
- Andrew Elliot (en) (1728-1797), un commerçant en Amérique du Nord britannique qui est gouverneur colonial par intérim de la province de New York en 1783
- John Elliot (1732-1808), un amiral de la Royal Navy